# 1913 FEF 코파 델 레이 결승전
1913 FEF 코파 델 레이 결승전(스페인어: La Final de la Copa del Rey de 1910 de FEF)은 스페인의 컵대회인 코파 델 레이의 11번째 결승전이다. 이 경기는 1913년 3월 22일, 마드리드의 오도넬에서 진행되었다. 본경기는 연장전 끝에 2-2 무승부로 끝났다. 따라서, 최종 승자를 가리기 위해 이튿날 재경기를 펼쳤다.

## 본경기 상세 정보
| 라싱 이룬                      | 2–2 (연장전) | 아틀레틱 빌바오              |
| ------------------------------ | ------------ | ---------------------------- |
| 파트리시오 아라볼라사 · 레테기 |              | 피치치 · 라몬 벨라우스테 2호 |

| 라싱 이룬:            |
|                       |
| 아예스타란            |
| 마누엘 카라스코       |
| 아로세나              |
| 보아다                |
| 이사기레              |
| 로드리게스            |
| 산 바르톨로메         |
| 이냐라                |
| 파트리시오 아라볼라사 |
| 레테기                |
| 이그나시오 아라볼라사 |

| 아틀레틱 빌바오:              |
|                               |
| 세실리오 이바레체             |
| 루이스 우르타도               |
| 루이스 마리아 솔라운          |
| 에스테반 에기아               |
| 호세 마리아 벨라우스테 (주장) |
| 루이스 이세타                 |
| 라몬 벨라우스테 2호           |
| 세베리노 수아소               |
| 피치치                        |
| 코르타디                      |
| 피니요스                      |

## 재경기 상세 정보
| 라싱 이룬  | 1–0 | 아틀레틱 빌바오 |
| ---------- | --- | --------------- |
| 레테기 70′ |     |                 |

| 라싱 이룬:            |
|                       |
| 아예스타란            |
| 마누엘 카라스코       |
| 아로세나              |
| 보아다                |
| 이사기레              |
| 에차르트              |
| 산 바르톨로메         |
| 이냐라                |
| 파트리시오 아라볼라사 |
| 레테기                |
| 이그나시오 아라볼라사 |

| 아틀레틱 빌바오:              |
|                               |
| 세실리오 이바레체             |
| 루이스 우르타도               |
| 루이스 마리아 솔라운          |
| 에스테반 에기아               |
| 호세 마리아 벨라우스테 (주장) |
| 루이스 이세타                 |
| 아킬리노 아세도               |
| 세베리노 수아소               |
| 피치치                        |
| 코르타디                      |
| 피니요스                      |

## 같이 보기
- 1910 FEF 코파 델 레이 결승전
- 1913 UECF 코파 델 레이 결승전
- 바스크 축구 더비